# Joki Freund

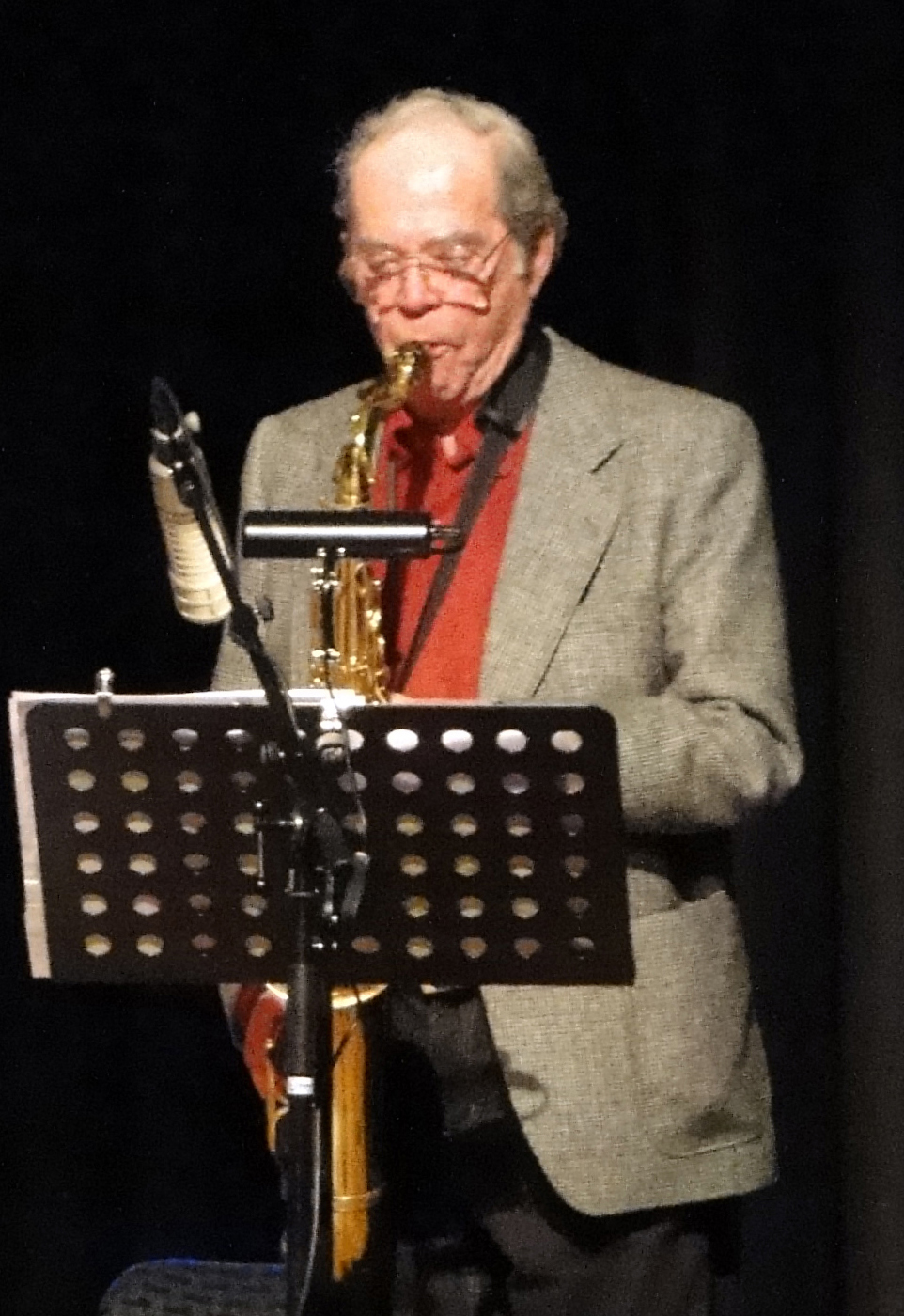
Joki Freund in Hofheim (2009)

Walter Jakob 'Joki' Freund (Höchst am Main, 5 september 1926 - Schwalbach am Taunus, 15 februari 2012)) was een Duitse multi-instrumentalist in de moderne jazz.

## Biografie
Na zijn opleiding als technisch tekenaar en zijn diensttijd begon hij op de tenorsaxofoon. Hij speelde o.a. bij Joe Klimm (1951) en Jutta Hipp (1952–1954) en leidde vervolgens een eigen kwintet. Hij speelde bij de groep van Günter Boas (Two Beat Stompers) en in het septet van Wolfgang Lauth. In 1958 werd hij lid van de 'German All Stars', waaruit in hetzelfde jaar het 'Jazz-Ensemble des Hessischen Rundfunks' voortkwam-hij speelde hier sinds de oprichting.
Freund was een veelzijdige instrumentalist: hij bespeelde alle saxofoons (vooral de tenor- en sopraansaxofoon), klarinet, trompet, tuba, trombone, viool, accordeon, sousafoon, piano en vibrafoon. Tevens, en belangrijker, was hij als componist en arrangeur. Vooral voor het 'Jazz-Ensemble des Hessischen Rundfunks' en voor het orkest van Erwin Lehn, waarvoor hij sinds 1962 actief was, leverde hij talloze bijdragen. "Voor combo's en bigbands en alle mogelijke ensembles in alle grootten, fabriceerde hij steeds weer nieuwe, verrassend klankcombinaties.“ (Joachim-Ernst Berendt)

## Discografie (selectie)
- Joki Freund Yogi Jazz (met J. Freund, ts; Emil Mangelsdorff, as, fl; Wolfgang Dauner, p; Eberhard Weber,  b; Karl Theodor Geier, b; Peter Baumeister, dr) (Atelier Sawano AS 058; 1963)
- Colin Wilkie, Shirley Hart, Albert Mangelsdorff, Joki Freund en het Jazz-Ensemble des Hessischen Rundfunks Wild Goose (met Joki Freund, arr, ts, ss; Albert Mangelsdorff, tb; Emil Mangelsdorff, as, fl; Heinz Sauer, ts, as; Günter Kronberg, as; Günter Lenz, b; Ralf Hübner, dr; Colin Willkie, gt, voc; Shirley Hart, voc; 1969)
- Jazzensemble des Hessischen Rundfunks Atmospheric Conditions Permitting (met Joki Freund, arr, ts, as, ss; Albert Mangelsdorff, tb; Emil Mangelsdorff, as, fl; Heinz Sauer, arr, ts, ss, as, synt; Christof Lauer, ts, ss; Bob Degen, p; Günter Lenz, arr, b; Ralf Hübner, arr, dr, synt; sowie Lee Konitz, as; Tony Scott, cl; Volker Kriegel, gt; Bill Frisell, gt: Eberhard Weber, b: Werner Pirchner, vibes, arr en anderen; Opnames tussen 1967 en 1993, producer: Ulrich Olshausen).